# Marița (okręg Teleorman)
Marița – wieś w Rumunii, w okręgu Teleorman, w gminie Călinești. W 2011 roku liczyła 94 mieszkańców.